# Villa Salbach

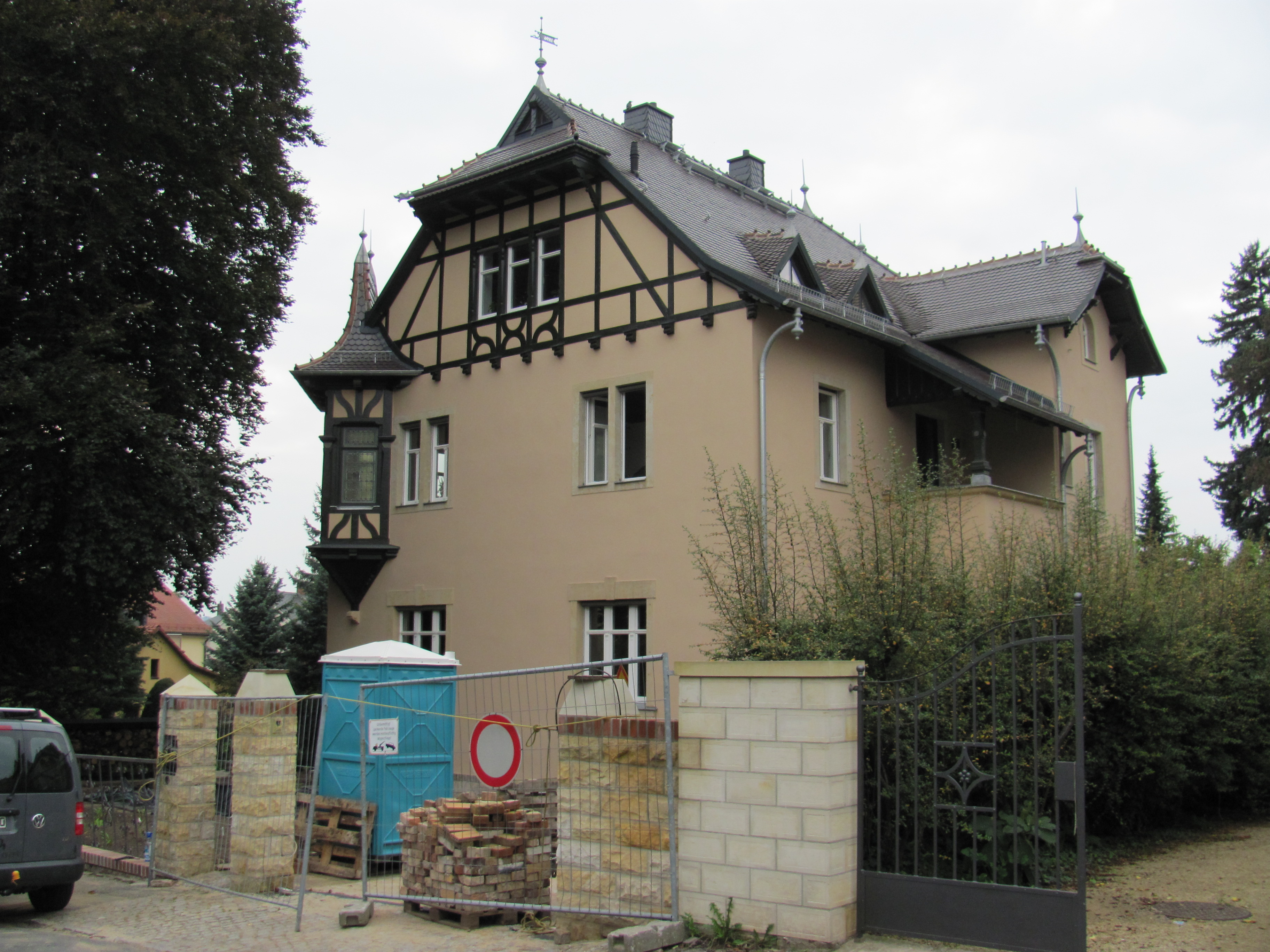
Villa Salbach

Die Villa Salbach steht im Stadtteil Niederlößnitz der sächsischen Stadt Radebeul, im Ledenweg 39. Sie war in den ersten zwei Jahrzehnten des 20. Jahrhunderts der Wohnsitz der Königlich Sächsischen Hofschauspielerin Clara Salbach.

## Beschreibung
Die zweigeschossige, unter Denkmalschutz stehende Villa hat einen „malerisch-unregelmäßige[n] Aufriss“, dessen Wirkung durch den auf der linken Kante der Straßenansicht im Obergeschoss über Eck angebrachten Fachwerk-Erker mit Schnitzereien sowie gebogenen Kopf- und Fußstreben verstärkt wird. Es ist ein „historisierendes Wohnhaus im sogenannten Altdeutschen Stil“, das somit der Neorenaissance zuzuordnen ist.
Die Straßenansicht des kaum gegliederten Putzbaus besteht aus zwei breiten Fensterachsen. Über den normalen Rechteckfenstern im Erdgeschoss befinden sich im Obergeschoss Zwillingsfenster. Der Giebel über diesen ist mit Fachwerk ausgelegt, das Dach darüber in Form eines Krüppelwalms ausgebildet.
In beiden Seitenansichten stehen jeweils hinten am Gebäude Seitenrisalite mit Krüppelwalmgiebeln. In der rechten Seitenansicht steht vor dem Risalit ein Eingangsvorbau mit einem überdachten Austritt aus dem Obergeschoss, in der gegenüberliegenden Seitenansicht stand ehemals eine offene Veranda. Auf der Gebäuderückseite befinden sich „malerisch gestaltete Verandenanbauten“.
Vor dem Gebäude befand sich ehemals eine aufwändige Toranlage mit schmiedeeisernem Tor und Überdachung.

## Geschichte
Der Kötzschenbrodaer Baumeister F. A. Bernhard Große beantragte im Mai 1896 und noch einmal im August 1897 den Bau einer Villa nach eigenem Entwurf. Die Ingebrauchnahmegenehmigung erfolgte im August 1898.
Im Februar 1902 beantragten die Dresdner Hofschauspielerin Clara Hofmann-Salbach und ihr Ehemann Jean Hofmann den Bau einer Veranda mit überdachtem Austritt, dessen Entwurf ebenfalls von Bernhard Große stammte. Die Baurevision der Veranda erfolgte im November 1902. Kurz nach dem Ersten Weltkrieg zog Salbach von dort in eine Stadtwohnung nahe dem Dresdner Großen Garten.